# Zabucaí
Zabucaí é o nome comum, dado no Brasil à espécie de peixe Selene setapinnis.